# Will Zimmerman
Dr. Will Zimmerman a Sanctuary – Génrejtek című kanadai sci-fi-fantasy televíziós sorozat főszereplője. A Robin Dunne által alakított szereplő törvényszéki pszichiáter, akinek Dr. Helen Magnus állást ajánlott Menedékben.

## Szerepe a Sanctuary – Génrejtekben
Will egy jó ember, kitűnő tehetsége a pszichiátriának és elemzéseknek. Mivel azonban képtelen volt alkalmazkodni a bűnüldözés szabályaihoz, elvesztette állását az FBI-nál, így a gyilkosságiakhoz került. Miután Dr. Magnus állást ajánlott neki a Menedékben Will egy teljesen új és furcsa világba csöppent, ami egyszerre volt számára hihetetlen és mégis elfogadható. Miközben ötletei segítségével előrébb jut a munkában, az abnormális lények világát fantasztikusnak tartja abból a szempontból, hogy végre megérti azt.
Habár Will kezdetben kissé kellemetlenül érzi magát, felbecsülhetetlenül értékesnek bizonyul, amikor sikerül megnyernie első páciense, egy abnormális kisfiú bizalmát. Mindezzel Magnus számára bizonyítást nyert, hogy nem tévedett Will ösztöneivel és őszinte igazságszomjával kapcsolatban. Helen számára ez azt jelentette, hogy értékes lesz a Menedék számára is. Will bizonyított Ashley Magnus előtt is, amikor megmentette őt a haláltól.
A sorozat bevezető epizódjának végén Will eldöntötte, hogy a Menedékben marad, miután egy beszélgetés során Dr. Magnus legmélyebb titkát is megosztotta vele. Ő kérte Magnust az őszinteségre, mert egy olyan világba rántották őt bele, melyet gyermekként elfojtott. Will még kisfiú volt, amikor édesanyját egy abnormális lény megölte, ami egész életét megnehezítette. Mivel senki nem hitt neki, saját magával is elhitette, hogy csak képzelete szüleménye volt az egész. Ettől kezdve belevetette magát az emberi elme tanulmányozásába, illetve miképp választhatjuk szét a valóságot az illúziótól. Amikor Will megtudta, hogy amit látott, mégsem illúzió volt és édesanyját valóban egy abnormális ölte meg, kutakodni kezdett a Menedék könyvtárában. A tudás akarata és az igazság utáni vágy voltak azok a fontos tényezők, melyek miatt Dr. Magnus Willt választotta segítőjéül, és melyek a Menedék minden tagjának hasznosnak bizonyultak.

## Fogadtatás
Robin Dunne szerint Zimmerman azzal töltötte az első évad legnagyobb részét, hogy próbált hozzászokni a Menedékhez, és mindkét világban megállni a lábán, mint aki nem tudja, merre lépjen tovább. Az évad végére aztán fejest ugrott új életébe. Dunne azt is említette, hogy a második évadban ezt még tovább fogják boncolgatni és a nézők Will új oldalát fogják megismerni. A színész számára Will eljátszása kihívás volt, és izgalmas is. Néhány kritikus szerint Zimmerman a Csillagkapu sorozat Daniel Jacksonjának megfelelője. Mark Wilson az About.com-tól azt állította, Will az a szereplő, aki „igazán vonzza a nézőket a Sanctuary világába. Azonnal megkedvelhető, intellektuális szempontból tehetséges, anélkül hogy elkedvtelenítő lenne” Az Origo szerint Dr. Magnus és Will együttműködését „úgy a legegyszerűbb elképzelni, mintha egy női Mulder mutatná meg a férfi Scully-nak, hogy mi van odaát”.
A Rekviem című epizódban nyújtott alakításáért Robin Dunne-t jelölték a 2009. évi Constellation-díjra a Legjobb férfi előadó science fiction televíziós epizódban 2008-ban.

## Külső hivatkozások
- A sorozat hivatalos honlapja
- IMDb Archiválva 2008. december 2-i dátummal a Wayback Machine-ben
- Sanctuary Wiki